# Deezer D
Dearon Thompson (Los Ángeles,  California; 10 de marzo de 1965-Ib.; 7 de enero de 2021), conocido profesionalmente como Deezer D, fue un actor, rapero y orador motivacional estadounidense. Fue conocido por su papel del enfermero Malik McGrath en la serie de televisión estadounidense ER, y por sus papeles en las películas CB4  y Fear of a Black Hat. El álbum de Deezer D, Delayed, But Not Denied, estaba disponible en iTunes y en su sitio web el 8 de agosto de 2008. Anteriormente, Thompson lanzó Unpredictable (2002) y Living Up in a Down World (1999).

## Filmografía
- Crowning Jules (2017)[4]
- Raven (2011)
- A Taste of Us: The Movie (2007)
- The Way Back Home (2006)
- In the Mix (2005)
- Bringing Down the House (2003)
- Bones (2001)
- Romy and Michele's High School Reunion (1997)
- The Great White Hype (1996)
- Fear of a Black Hat (1994)
- ER (1994–2009)
- CB4 (1993)
- Cool as Ice (1991)